# یورک (تورنتو)
یورک (انگلیسی: York, Toronto) شهری سابق در شهر فعلی تورنتو، انتاریو، کانادا است. در شمال غربی تورنتوی قدیم، جنوب غربی نورث یورک و شرق اتوبیکو، جایی که توسط رود هامبر (انتاریو) محدود می‌شود، واقع شده‌است. این شهر در سال ۲۰۱۶ دارای ۱۴۵۶۶۲ نفر جمعیت است.